# Homem de Gelo (minissérie)
Homem de Gelo foi uma minissérie mensal de histórias em quadrinhos, apresentando as edições originais da minissérie da linha Icon da Marvel intitulada Iceman. Foi publicada no Brasil pela Editora Panini entre novembro e dezembro de 2002.
Embora na capa a palavra Ícones seja exibida, no logotipo e na descrição constantes no expediente da revista ela é descrita apenas como Homem de Gelo.
A série foi inteiramente publicada no "formato econômico" da Panini (15 cm x 24,5 cm).

## Publicação pela Panini Comics

### Homem de Gelo (2002)

#### Publicações
- Iceman (#01-#02)

#### Edições
| Edição nacional | História 1 | História 2 | Data de publicação |
| --------------- | ---------- | ---------- | ------------------ |
| #01             | Iceman #01 | Iceman #03 | nov 02             |
| #02             | Iceman #03 | Iceman #04 | dez 02             |